# Licencjat Vidriera
Licencjat Vidriera (org. El licenciado Vidriera) – nowela Miguela de Cervantes, opublikowana w 1613 roku w zbiorze Nowele przykładne. Bohaterem utworu jest człowiek cierpiący na obłęd. Krytycy zwracali uwagę, że zastosowana w noweli analiza psychiki osoby szalonej zbliża ją znacznie do Kichota. Bohaterowie różnią się rodzajem obłędu – Don Kichot poszukuje aktywności i uczestnictwa w świecie, Vidriera natomiast ucieka od świata i jest bierny. Podobni są natomiast w swej bezkompromisowości i dążeniu do wewnętrznego ideału. Obaj przez swe szaleństwo obnażają słabości i wady ludzi "normalnych". Vidriera nie waha się wypowiadać gorzkich prawd i pod maską obłędu ukazywać bolączki współczesnej mu Hiszpanii.
Nowela zbliżona jest formą i zawartością do Demonaxa Lukiana z Samosaty. Jednak bohater Cervantesa posiada znacznie bardziej złożoną psychikę, pokazany jest też w większej ilości różnorodnych sytuacji, posługuje się zróżnicowanym językiem, dostosowanym do pytającego.

## Zarys treści
Bohaterem utworu jest licencjat Tomasz Rueda, któremu pewna kobieta podaje truciznę. Trucizna ta nie zabija go, ale wprowadza w stan ciężkiej choroby. Po wyzdrowieniu bohater wpada w obłęd – wydaje mu się, że jest zbudowany ze szkła i że może stłuc się przy najlżejszym potrąceniu. Obawa przed tym sprawia, że nie chce on bliskości innych ludzi. Aby ich do siebie zniechęcić mówi im więc wprost wszelkie nieprzyjemne prawdy, krytykuje instytucje społeczne i zawody. Jego postawa przysparza mu sławy. Nazywany Vidrierą (od hiszp. vidrio - szkło), przyciąga ciekawskich, traktujących go jak błazna. Kiedy bohater odzyskuje zdrowie psychiczne, ludzie są rozczarowani – nie cieszą się z pomyślnego zwrotu w jego życiu, ubolewają, że stracili okazję do zabawy jego kosztem. Vidriera nie może znaleźć pracy, musi więc wyemigrować z Hiszpanii. Zaciąga się do wojsk królewskich walczących we Flandrii i ginie w jednej z bitew.